# United States Olympic & Paralympic Committee

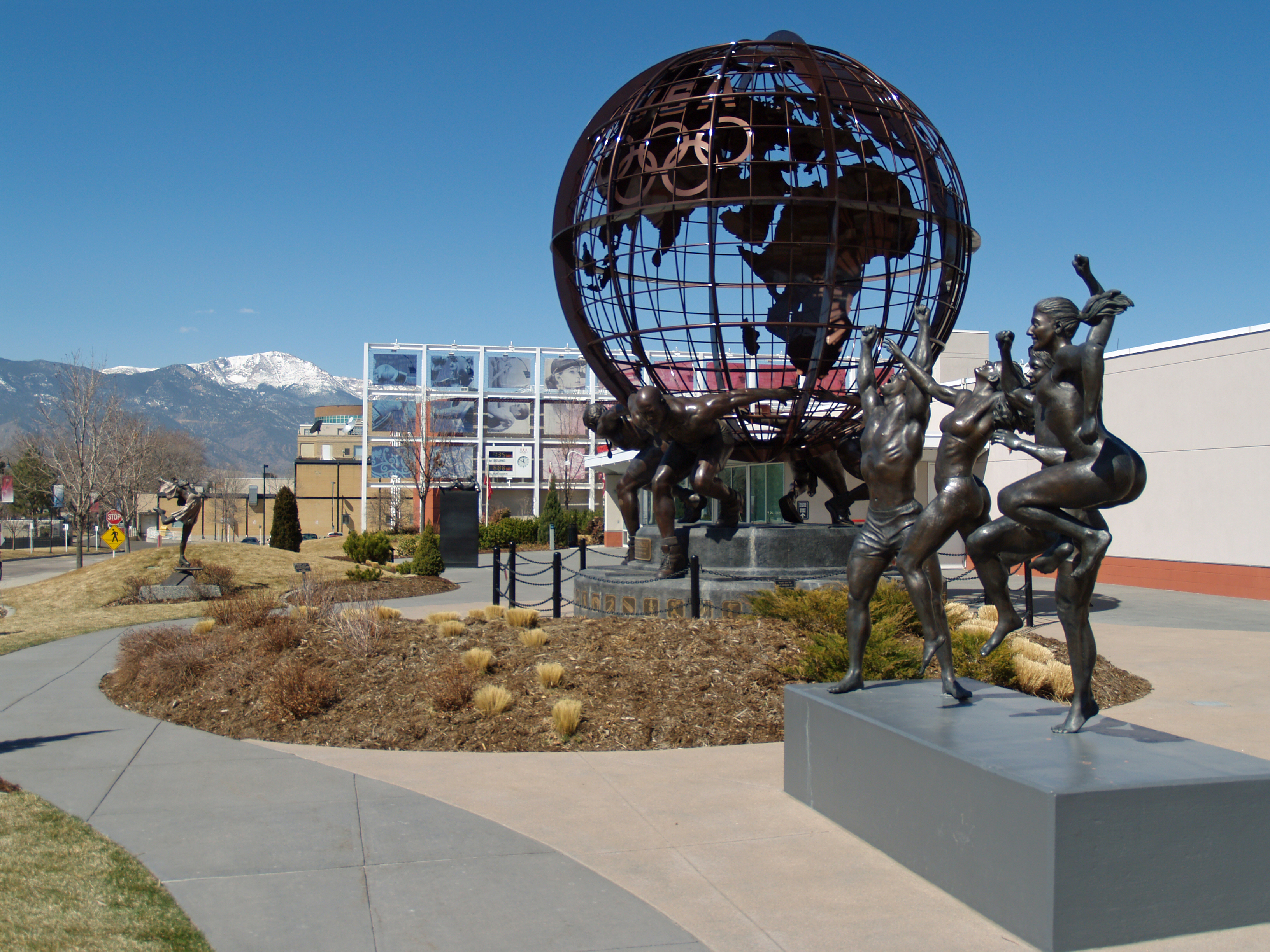
Het hoofdkwartier van de USOC in Colorado Springs

De United States Olympic & Paralympic Committee is het Nationaal Olympisch Comité van de Verenigde Staten, evenals het Nationaal Paralympisch Comité.
In 1894 werd het officieel erkend en tegenwoordig staat het hoofdkantoor in Colorado Springs. Het coördineert onder andere de werkzaamheden tussen de USADA, de WADA en vele andere (Amerikaanse) sportbonden.
Het doel van de USOC is het steunen van Amerikaanse sporters en in het bijzonder de Amerikaanse Olympiërs. De USOC kiest ook alle spelers die voor de Verenigde Staten meedoen aan de Olympische Zomerspelen, Olympische Winterspelen en de Pan-Amerikaanse Spelen. Verder vertegenwoordigt ze ook alle Amerikaanse belangen binnen het Internationaal Olympisch Comité. De USOC vertegenwoordigt ook de Amerikaanse kandidaatsteden voor de Olympische Spelen.
Voor de paralympische sporten is het aangesloten bij het Internationaal Paralympisch Comité en de daaraan gelieerde organen, evenals het Paralympisch Comité van de Amerika's.